# Бисерка Цвејић
Бисерка Цвејић (рођ. Катушић; Крило, 5. новембар 1923 — Београд, 7. јануар 2021) била је српска оперска певачица.

## Биографија
Бисерка је рођена у Далмацији, а потом се иселила са родитељима у Белгију. Почела је да пева у цркви где је добила савет да учи певање. После Другог светског рата враћа се у Југославију. Уписује се на Музичку академију у Београду у класи професора Јосипа Ријавеца, чувеног тенора. Директор Београдске опере Оскар Данон јој је понудио стални ангажман. На сцени је дебитовала 1950. Њена прва већа улога била је Шарлота у опери Вертер (1954). У наредној улози, Еболи у опери Дон Карлос, постиже велики успех.
Са Београдском опером одлази у Беч 1961, где учествује у снимању опере Рат и мир Сергеја Прокофјева. На аудицији у Бечу пева сцену у судници из Аиде и арију Еболи. После шест месеци добија позив Бечке државне опере да замени Ђулијету Симионато. Доживела је велики успех на сцени ове оперске куће. Ангажовао ју је Херберт фон Карајан, а њихова сарадња трајаће до 1979. У Бечкој државној опери наступала је двадесет година као водећи мецосопран. Тумачила је 25 улога и имала око 370 наступа.
На њеном гостовању у Сплиту дириговао је Курт Адлер из Метрополитен опере. Позвана је да гостује у Метрополитену, и са овом кућом сарађује од 1961. до 1968. године. Следе гостовања у Минхену, Берлину, Барселони, Напуљу, Верони, Москви, Лондону, Токију, Буенос Ајресу... У Миланској скали дебитује јануара 1970. улогом Далиле у опери Самсон и Далила. Њене најважније улоге биле су: Кармен, Амнерис, Еболи, Ацучена, Брангене, Фрицка и Далила.
Бисерка Цвејић је била позната још као ораторијумски певач и тумач соло песме. Критичари је описују као вердијевски мецосопран, суверен певач, уједначеног младалачки свежег гласа. Њене интерпретације се описују као префињене. Савршено је владала и језиком француских оперских ликова.
Са оперске позорнице повлачи се у пуној снази 1978. године. Укупно је остварила 77 мецосопранских улога у скоро 1.800 представа на сценама широм света. Наредних двадесет година радила је као педагог, односно професор соло певања на Факултету музичке уметности у Београду, а касније и на Уметничкој академији у Новом Саду. Један од њених ученика је Жељко Лучић, један од најбољих баритона на свету.
Заједно са супругом, Душаном Цвејићем, аутор је књиге „Уметност певања“.
Највише француско одликовање, Легија части, додељено јој је 2001. године. Поводом њеног 90. рођендана Музеј Народног позоришта у Београду је приредио изложбу и концерт децембра 2013. године. Поводом њеног 95. рођендана отворена је изложба „Бисерка Цвејић – од светске диве до врхунског педагога”.
Крајем 2014. године додељена јој је награда за животно дело „Доситеј Обрадовић“ и уручена у фебруару 2015.
Преминула је 7. јануара 2021. године и сахрањена на Новом гробљу у Београду.